# Vitoria (Schiff)
Die Vitoria (in nichtspanischen Quellen gelegentlich auch als Victoria oder Vittoria bezeichnet) war eine Panzerfregatte der spanischen Marine, bei der das Schiff von 1867 bis 1907 im Einsatz blieb.

## Geschichte
Den Bauauftrag für das zweite eiserne Panzerschiff der spanischen Marine erhielt die britische Werft Thames Ironworks in Blackwall. Dort lief das Schiff am 4. November 1865 vom Stapel. Zusammen mit ihrem „Schwesterschiff“, dem in Frankreich gebauten Flaggschiff Numancia, zählte die Vitoria fortan zu den stärksten Schlachtschiffen der spanischen Marine. Für einen Einsatz im Spanisch-Südamerikanischen Krieg kam sie zu spät, aber zusammen mit der Numancia holte sie 1870 König Amadeus I. von La Spezia nach Cartagena.

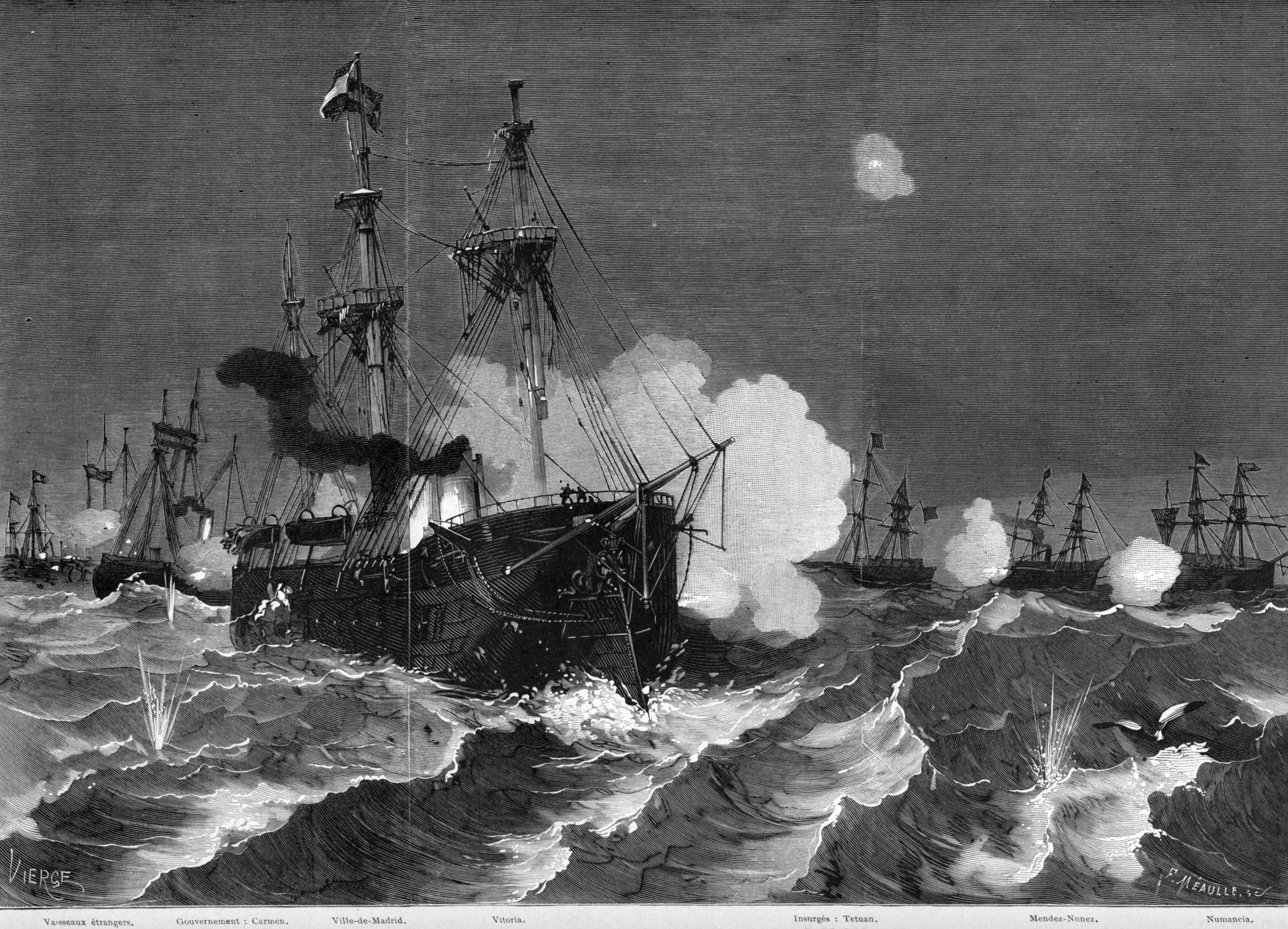
Die Vitoria (Vordergrund) 1873 in der Seeschlacht vor Cartagena

Eine Schlüsselrolle spielte sie zur Zeit der Ersten Spanischen Republik. Wie die Numancia war auch die Vitoria zusammen mit dem Großteil der spanischen Flotte in die Hände der gegen die Madrider Zentralregierung kämpfenden Kantonalisten von Cartagena gefallen. Diese bemannten die Kriegsschiffe mit freigelassenen Sträflingen und nutzten sie, um mit dem Beschuss anderer spanischer Hafenstädte Unterstützungsgelder (Kontributionen) und Lebensmittel zu erpressen. Dafür wurden sie von der Zentralregierung zu Piraten erklärt. Nachdem die Vitoria zusammen mit der Fregatte Almansa Almería bombardiert hatte, wurden die beiden Schiffe am 1. August 1873 vor Málaga von dem von Reinhold von Werner kommandierten deutschen Kriegsschiff Friedrich Carl und dem britischen Panzerschiff Swiftsure abgefangen und aufgebracht. Die Vitoria verblieb eine Zeitlang unter britischem „Schutz“, ehe sie am 26. September der Madrider Regierung übergeben wurde. Als Flaggschiff der neugeschaffenen Marine der Zentralregierung nahm die Vitoria unter dem Kommando von Konteradmiral Miguel Lobo am 11. Oktober 1873 in der Seeschlacht vor Portmán (bei Cartagena) den Kampf gegen die Numancia und die Flotte der Kantonalisten auf.
Als es am 12. Januar 1874 der Numancia gelang, die Blockade vor Cartagena zu durchbrechen, erwies sich die Vitoria als zu langsam, um die nach Oran (Algerien) fliehenden Kantonalisten verfolgen zu können. Erst am 14. Januar kam auch die Vitoria in Oran an und konnte schließlich am 17. Januar die Numancia nach Cartagena zurückführen, wo beide Schiffe am 19. Januar 1874 ankamen. Danach nahm die Vitoria noch bis zum Ende des Krieges gegen die Karlisten an der Beschießung von deren baskischen Hochburgen Motrico, Bermeo, Ondárroa, Mundaca, Lequeitio, Elanchove und Zarauz teil.
Zusammen mit der Numancia lag die Vitoria ab 1896 für Wartungs- und Modernisierungsarbeiten in der Werft von La Seyne-sur-Mer (bei Toulon) und kam damit trotz ihrer eiligen Verlegung nach Cadíz 1898 für einen Einsatz im verlustreichen Krieg gegen die Vereinigten Staaten zu spät. Vom Jahr 1900 an wurde die Vitoria als Schulschiff genutzt. Im Dezember 1911 wurde das Schiff für 277.254 Peseten zum Verkauf angeboten.

## Technik
Die Vitoria besaß einen aus Eisen gefertigten Rumpf, der 96,37 m lang und 17,37 m breit war. Bei einer maximalen Verdrängung von 7135 t lag das Schiff 8,07 m tief im Wasser. Die Besatzung der Vitoria hatte eine Sollstärke von 500 Mann. Damit glich sie in diesen Maßen weitgehend der Numancia, dem ersten spanischen Panzerschiff.
Der Antrieb der Vitoria bestand zeittypisch aus einer Kombination aus Dampfmaschine und Takelung. Die indizierte Leistung des Dampfantriebes, der auf eine Schraube wirkte, lag bei 4500 PSi, was dem Schiff eine Höchstgeschwindigkeit von 12 kn ermöglichte. Es konnten bis zu 875 t Kohle als Brennstoffvorrat gebunkert werden. Das Panzerschiff war zudem als dreimastiges Vollschiff getakelt, wobei die Takelung später deutlich reduziert wurde.
Bei der Indienststellung der Panzerfregatte bestand deren Bewaffnung aus 30 68-Pfünder-Glattrohr-Vorderladern. 1890 erhielt die Vitoria eine neue Armierung aus acht in der Breitseite montierten 22,8-cm- sowie zwei in einem Reduit aufgestellten 20,3-cm-Vorderladern. Diese zehn Geschütze stammten von Armstrong und waren sämtlich gezogen. Ergänzt wurde die Bewaffnung durch einen im Vorschiff befindlichen, von Hontoria hergestellten 20,0-cm-Hinterlader, acht Maschinengewehren und zwei Torpedorohren mit 35 cm Durchmesser. Von 1897 bis 1898 wurde die Vitoria, ebenso wie die Numancia, bei Forges et Chantiers de la Méditerranée in La Seyne-sur-Mer generalüberholt. Dabei erhielt das Schiff erneut eine andere Bewaffnung, die von da an aus jeweils sechs 16,2-cm-Geschützen, 14-cm-Schnellfeuergeschützen, 6-Pfünder-Kanonen und Maschinengewehren sowie aus zwei Torpedorohren bestand.
Der Rumpf der Vitoria besaß eine eiserne Panzerung. Der Gürtelpanzer maß 140 mm in der Stärke und reichte von etwa 3,96 m oberhalb der Wasserlinie bis 2,13 m darunter. Die Batterie war mit einer 130 mm starken Panzerung versehen.

## Anmerkung
1. ↑  Das Schiff soll zwischenzeitlich (1870–1873) nach Spaniens Königin Maria Vittoria umbenannt worden sein.